# 溴化阻燃劑
溴化阻燃劑（含溴阻燃劑）是一種一群含溴的有機化合物的通稱，這些有機化合物可作為阻燃劑使用，應用在塑膠及紡織品上的防火效果很好，是主要的化學阻燃劑之一。當燃燒發生時，溴化阻燃劑會生成氫溴酸，它會干擾在火焰當中所進行的氧化連鎖反應。高活性的氫、氧與氫氧根自由基會與溴化氫反應成活性沒那麼強的溴自由基。。
溴化阻燃劑可抑制有機化合物的燃燒，常用在電子產品、衣服及家具中，以減少產品的可燃性。每年有約二百五十萬英噸的溴化阻燃劑應用在聚合物中，其中單是多溴二苯醚（PBDE）的年使用量就超過了四萬公噸。在1999年，北美就使用了約三萬四千公噸的多溴二苯酚，是全球使用量最多的地區。不過，由北美生產，含阻燃劑的產品中，許多是銷往全球的市場。電子產業是溴化阻燃劑最大的使用者。以電腦為例，電腦中就有以下部份會用到含溴阻燃劑：印刷電路板、零件（如連接器）、塑膠外殼及纜線。溴化阻燃劑也用在許多產品中，包括電視機的塑膠殼、地毯、塗料、沙發墊襯物、及廚房的電器。
溴化阻燃劑的防火效果極其良好，其應用層面相當廣泛。溴化阻燃劑除了可以減少起火的可能性，也可以阻礙大火的蔓延。在火災時，溴化阻燃劑可以拉長火災初期的時間，而這也往往是人員較容易逃離的黃金時間。室內的火災很容易因為產生足夠的熱，使得室內所有的可燃物都起火燃燒，這種情形稱為閃燃，約在開始起火後數分鐘發生。溴化阻燃劑可減緩燃燒的速度，減緩閃燃現象的出現，使人員有更多的時間可以逃生。
大部份溴化阻燃劑為脂溶性，容易累積在人體內。
歐洲聯盟有限制部份溴化阻燃劑的使用，多溴二苯醚（PBDE）中的五溴二苯醚（PentaBDE）及八溴二苯醚（OctaBDE）已在2004年起禁止使用，在危害性物質限制指令（RoHS）中，多溴聯苯（PBB）及多溴二苯醚（PBDE）的最大允許量均為0.1%。歐洲聯盟有限制部份溴化阻燃劑的使用。綠色和平組織也在定期提出的《綠色電子企業評鑑》（Guide to Greener Electronics）中呼籲禁止溴化阻燃劑的使用。

## 化合物分類
利用有機合成的方式，可產生70多種不同化學性質的溴化阻燃劑。可分為以下幾類：
- 多溴二苯醚（PBDE），可細分為十溴二苯醚（DecaBDE）、八溴二苯醚（英语：Octabromodiphenyl ether）（OctaBDE，目前已不生產）、五溴二苯醚（PentaBDE，目前已不生產）。
- 多溴聯苯（PBB，目前已不生產）。
- 含溴的環烴，如六溴環十二烷（英语：Hexabromocyclododecane）。
- 四溴雙酚A（TBBPA），用作塑料添加劑，有阻燃作用。

六溴環十二烷（HBCD 或 HBCDD）是由十二個碳組成的環烷，環烷上連著六個溴原子。一般使用的六溴環十二烷其實是許多同分異構物的混合物，主要包含α-HBCD,β-HBCD和γ-HBCD。六溴环十二烷主要用于建筑业中的模塑聚苯乙烯（Expanded polystyrene，EPS）和挤塑聚苯乙烯（Extruded polystyrene， XPS]）等泡沫塑料板，同时在纺织品涂料、电气和电子设备的耐冲击性聚苯乙烯树脂中也有广泛使用。六溴環十二烷對水生生物有毒。2013年11月，联合国环境署持久性有机污染物审查委员会正式将六溴环十二烷列入《关于持久性有机污染物的斯德哥尔摩公约》名单，开始逐步限制并禁止其生产及使用。
四溴雙酚A對水生生物有劇毒，四溴雙酚A主要是作為印刷電路板的阻燃材質，由於四溴雙酚A和電路板中的樹脂形成化學鍵結，電路板不會釋放四溴雙酚A，因此認為此應用不影響環境或人體健康。四溴雙酚A也是ABS樹脂的添加物之一。

## 塑膠中溴化阻燃劑的種類及比例
以下是塑膠中使用的溴化阻燃劑種類及比例:
| 聚合物             | 阻燃劑種類              | 比例 [%] |
| ------------------ | ----------------------- | -------- |
| 聚苯乙烯           | HBCD                    | 0.8–4    |
| 耐衝擊性聚苯乙烯   | DecaBDE, 含溴的聚苯乙烯 | 11–15    |
| 環氧樹脂           | TBBPA                   | 0-0.1    |
| 聚醯胺             | DecaBDE, 含溴的聚苯乙烯 | 13–16    |
| 聚烯烴             | DecaBDE, 二溴苯乙烯     | 5–8      |
| 聚氨酯             | 無含溴的阻燃劑          | 無       |
| 聚對苯二甲酸酯樹脂 | 含溴的聚苯乙烯          | 8–11     |
| 不飽和聚酯         | TBBPA                   | 13–28    |
| 聚碳酸酯           | 含溴的聚苯乙烯          | 4–6      |
| 苯乙烯共聚物       | 含溴的聚苯乙烯          | 12–15    |